# 1816 w sztukach plastycznych
Wydarzenia w sztukach plastycznych i wizualnych w 1816 roku.

## Urodzeni
- 16 marca - Antonio Salviati (zm. 1890), włoski wytwórca szkła artystycznego i przedsiębiorca
- 28 czerwca - Joseph Coomans (zm. 1889), belgijski malarz i ilustrator
- 23 lipca - Jean Laurent Minier (zm. 1886), francuski fotograf
- 22 września - Charles Leickert (zm. 1907), belgijski malarz
- 11 października - Pedro Madrazo (zm. 1898), hiszpański malarz
- 26 października - Ksawery Branicki (zm. 1879), polski kolekcjoner sztuki, publicysta i działacz polityczny
- 12 grudnia - Jan Piotr Łuczyński (zm. 1855), polski malarz
- Emanuel Leutze (zm. 1868), amerykański malarz

## Zmarli
- 26 maja - Adrian Zingg (ur. 1734), szwajcarski malarz, rysownik, grafik i miedziorytnik
- 3 lub 4 sierpnia - François-André Vincent (ur. 1746), francuski malarz
- 25 listopada - Izabela Lubomirska (ur. 1736), polska arystokratka, mecenaska i kolekcjonerka sztuki
- Pasqual Calbó i Caldés (ur. 1752), hiszpański malarz
- Jan Bandau, węgierski złotnik
- Petar Nikolajević Moler (ur. 1775), serbski polityk i malarz